# 大慈寺 (登米市)
大慈寺（だいじじ）は、宮城県登米市東和町米川にある曹洞宗の寺院。山号は法輪山。本尊は聖観世音菩薩で、奥州三十三観音霊場第14番札所である。

## 歴史
前身は天台宗諏訪森大慈寺と称し、藤原秀衡によって創建されたが藤原氏の没落後退転を繰り返し、1429年（永享元年）、現在の岩手県奥州市黒石の正法寺四世中山良用によって曹洞宗として開創された。境内は数度の火災にあい、本尊は運慶作の聖観世音菩薩であったが現存しない。唯一山門だけが開創当時から現存し、1972年（昭和47年）10月17日、東和町（当時）から有形文化財に指定され、登米市移行後も継続している。また西行が諸国行脚中当寺を詠んだ歌が伝えられ、1983年（昭和58年）3月、生誕800年を記念し歌碑が建立された。他に本堂、秋葉大権現、経王塔・曰人(あつじん)の句碑等がある。

## 米川の水かぶり
当寺の境内に鎮座する秋葉大権現を本尊とする「米川の水かぶり」という火伏の行事がある。この行事の起源は定かでないが12世紀後半、秀衡の創建時より毎年2月の初午の日に雲水の行として始まったものと伝えられている。五日町地区の男だけが裸になって腰と肩にしめ縄を巻き、頭から輪っかを被り、足に草鞋を履き、顔にかまどの煤を塗り秋葉大権現に参詣し神の使いと化し町に繰り出し町の火防を祈願する。町では家々に用意された水を屋根にかけながら走り抜ける。人々は男達から藁を抜き取り屋根に上げ火伏せのお守りとする。藁装束の一団とは別に鐘を叩く墨染めの衣の火男面と天秤棒に手桶を担ぐ女装のおかめの面の二人組が家々を廻り祝儀をいただく。1971年（昭和46年）に東和町、1991年（平成3年）に宮城県、2000年（平成12年）に国からそれぞれ無形文化財に登録された。また2018年11月29日、ユネスコ（国連教育科学文化機関）から、「来訪神：仮面・仮装の神々」として無形文化遺産に登録されると決まった。

### 水かぶりの宿
水かぶりの支度をする場で、代々菅原家が当主を務めている。神様が宿る、あるいは立ち寄るところで宿の人はお世話をする役割がある。半年以上前から次の水かぶりの藁装束の準備をする。 

## ギャラリー

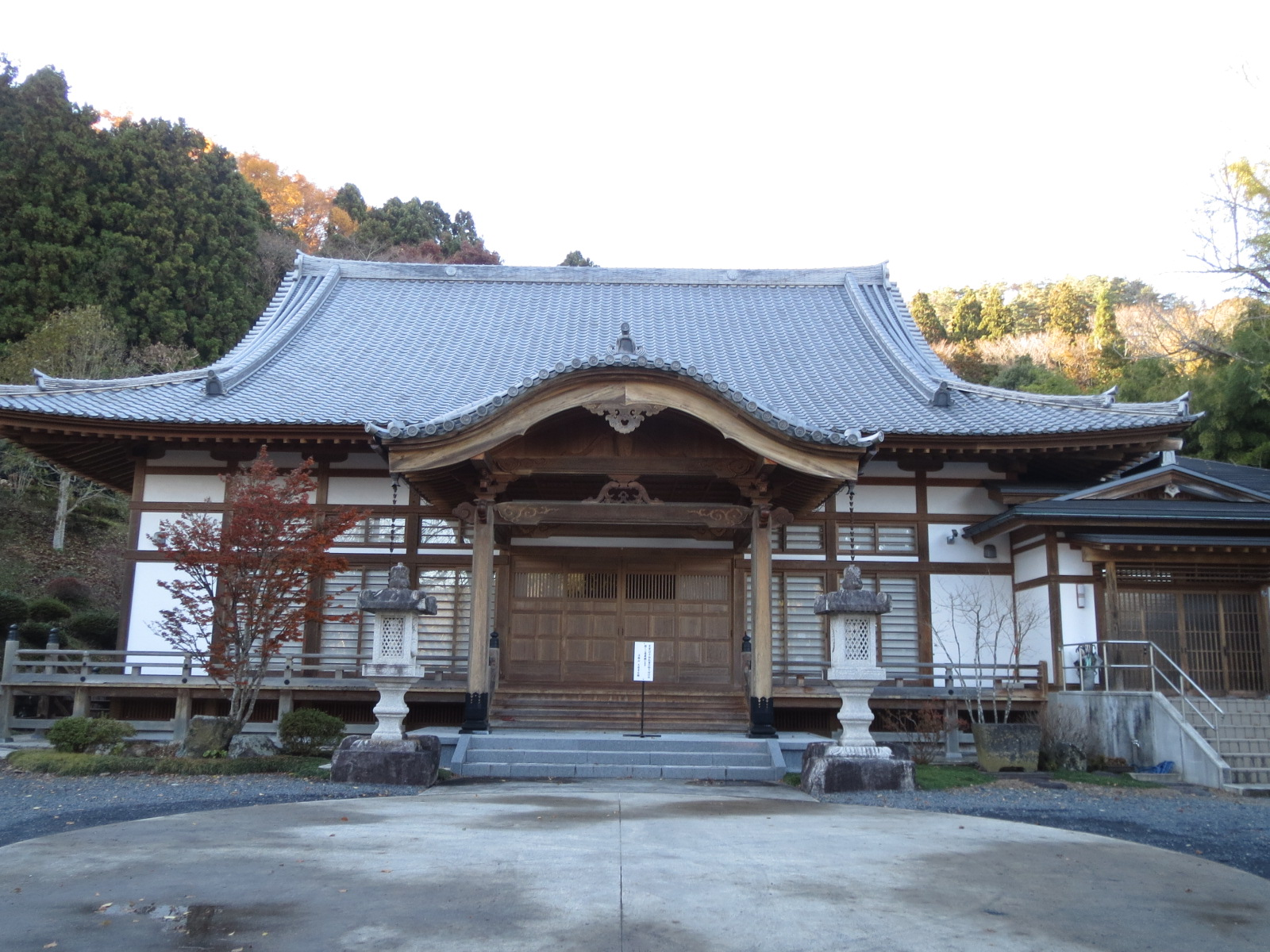
本堂
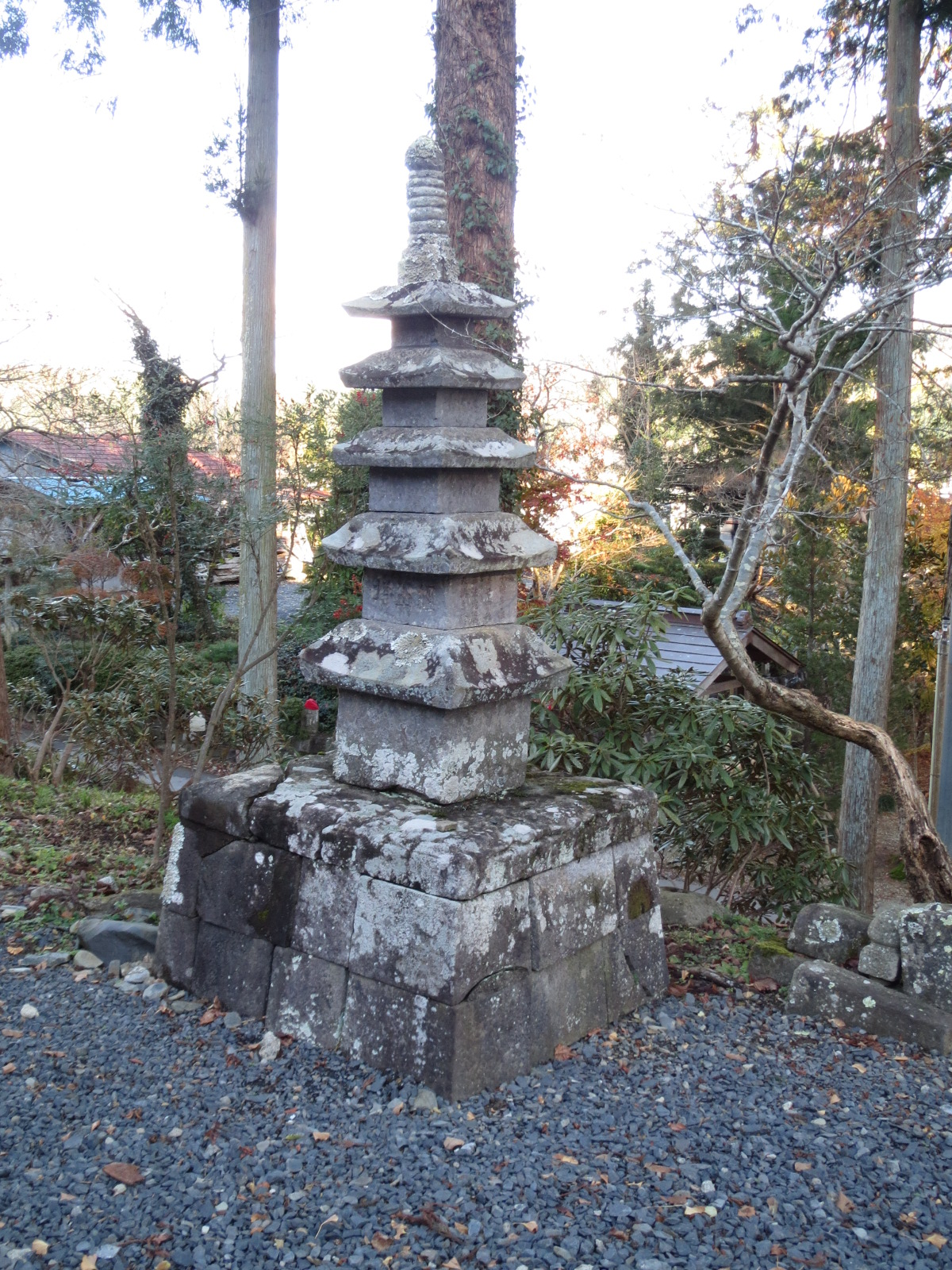
経王塔